# Malton (Mississauga)
Malton è un quartiere nordorientale della città canadese di Mississauga, in Ontario.
Al 2002 il quartiere aveva una popolazione approssimativa di 36 400 abitanti.
Malton è collegata a est con l'Highway 427 e la Finch Avenue (ai bordi del territorio di Toronto), con la periferia della città di Brampton a nord, attraverso Steeles Avenue, a ovest con Airport Road e tramite la linea ferroviaria della Canadian National Railway e l'aeroporto Internazionale di Toronto-Pearson a sud. Malton possiede una caratteristica unica in quanto non è adiacente a qualsiasi altro quartiere di Mississauga, ed è attraversato dal Mimico Creek.
Assieme alla Britannia Woods area, Malton forma il Ward 5, una delle più estese circoscrizioni elettorali di Mississauga, e l'unico Ward che raggruppa sia un gran numero di attività economiche che di residenti. La parte più antica di Malton, l'ex Police Village, si trova all'angolo nord-ovest dell'aeroporto e di Derry Road. Tutte le strade in questa zona prendono il nome di città del Regno Unito.
L'economia del territorio è legata dallo sviluppo dell'industria aeronautica, con le strutture, demolite nel 2005, costruite nelle vicinanze dell'aeroporto dalla National Steel Car che dopo essere state sede dell'azienda dal 1938 al 1942, furono utilizzate in sequenza da Victory Aircraft (1942-1945), A.V. Roe Canada (1945), de Havilland Canada (1962), Douglas Aircraft (1965), McDonnell Douglas Canada (1981) e Boeing Canada (1997).